# Jonê
Jonê (kinesiska: 卓尼; pinyin: Zhuōní), även kallad Chone, är ett härad i den autonoma prefekturen Gannan för tibetaner i provinsen Gansu i nordvästra Kina.
Jonê är indelat i elva köpingar och fyra socknar (varav en etnisk minoritetssocken).
Köpingar (zhen):

- Azitang (阿子滩镇)
- Ka'erqin (喀尔钦镇)
- Liulin (柳林镇)
- Mu'er (木耳镇)
- Nalang (纳浪镇)
- Niba (尼巴镇)
- Shencang (申藏镇)
- Taoyan (洮砚镇)
- Wanmao (完冒镇)
- Zangbawa (藏巴哇镇)
- Zhagulu (扎古录镇)

Socknar (xiang):

- Daogao (刀告乡)
- Kangduo (康多乡)
- Qiagai (恰盖乡)

Etnisk minoritetssocken (zu xiang) för monguorfolket:
- Shaowa (Biaowa) (勺哇土族乡)